# Боскалид
Боскалид является фунгицидом из группы амидов карбоновых кислот. В чистом виде он представляет собой кристаллы без цвета и запаха.

## История
Боскалид был разработан концерном BASF на основе более старого фунгицида карбоксина и появился на рынке в 2003 году.

## Использование
Боскалид распыляется на листья растений. Он может быть применен к большому количеству культур, в частности, фруктов и овощей на открытом воздухе. Комбинация с другим пестицидом ещё больше увеличивает удобство и простоту его использования. Эффективен против серой гнили и грибов из рода Alternaria, Monilia и Sclerotinia. Боскалид в основном используется для обработки в фруктовых и овощных культур, а также для обработки и винограда. Действие боскалида основано на ингибировании сукцинатдегидрогеназы.

## Токсикология
Боскалид имеет низкий уровень токсичности при приеме внутрь, вдыхании или всасывается через кожу. В исследованиях при кормление крыс, мышей и собак наблюдалось уменьшение или увеличение (у мышей) веса тела, а также увеличение веса печени и щитовидной железы, изменение в них ферментативной активности. Боскалид имеет низкую острую токсичность для крыс. Вещество вызывает слабое раздражение глаз у кроликов, но не раздражает кожу у крыс. Имеет низкую токсичность для птиц, дождевых червей и пчел, умеренно токсичен для рыб и других водных организмов.
Токсикологические данные
- разрешенная суточная доза 0,04 мг/кг массы тела в день
- приемлемый уровень экспозиции 0,1 мг/кг массы тела/в день
- Острая референтная доза не требуется

### Канцерогенность
Канцерогенность вещества была определена американским агентством по охране окружающей среды. Хотя и наблюдались слабые эффекты, для человека вещество было признано не опасным.

### Содержание в продуктах питания
Согласно данным Гринпис  в некоторых овощах, таких как руккола и салат-латук содержание боскалида может достигать до 59 % от дневной суточной нормы. Согласно данным EPA в рыбе боскалид не накапливается.

### Воздействие на окружающую среду
Боскалид весьма устойчивое соединение и применяется в больших количествах (сотни тонн в год). Тем не менее, считается, что из-за малой подвижности боскалида в почве загрязнения окружающей среды оказывается незначительным.
Может вымываться водой при опрыскивании во время нанесения и благодаря эрозии почв, попадая таким образом в подземные поверхностные воды. Однако, из-за сезонного использования, EPA предполагает, что нагрузки на воду будут небольшими. Если боскалид используется в заданных пределах и только для определённых целей, то риск для окружающей среды оказывается сравнительно небольшим.
Значительное содержание боскалида в поверхностных водах была обнаружено в Рейнланд-Пфальце. В ходе эксперимента, проведенного в ходе программы мониторинга 2008 и 2009 годах в Рейнланд-Пфальце государственное ведомство доказало, что боскалид является наиболее широко используемым фунгицидом. Это было продемонстрировано в 12 из 24 исследованных водных потоках в каждом образце.  С помощью пяти измеренных годовых средних значений с показателем в > 0,1 мкг/л было показано, что боскалид находится на втором месте по содержанию среди всех пестицидов. Тем не менее в других исследованиях не было обнаружено столь большого содержания боскалида.

## Утверждение
В ряде государств ЕС, в частности Германии и Австрии, а также Швейцарии боскалид разрешён к использованию.

## Критика
Боскалид входит в первой и второй опубликованный Гринпис чёрный список пестицидов. Решающим для номинации было не превышении какого-то конкретного значения, но большая сумма его многочисленных критических свойств. С 75,39 пунктами в 2008 году и 85,93 пунктами в 2011 боскалид занял 6 и соответственно 8 место среди авторизованных пестицидов с самыми высокими точками действия. К таким критическим свойствам относят канцерогенность, низкую допустимую суточную дозу и высокую устойчивость.